# Камзол

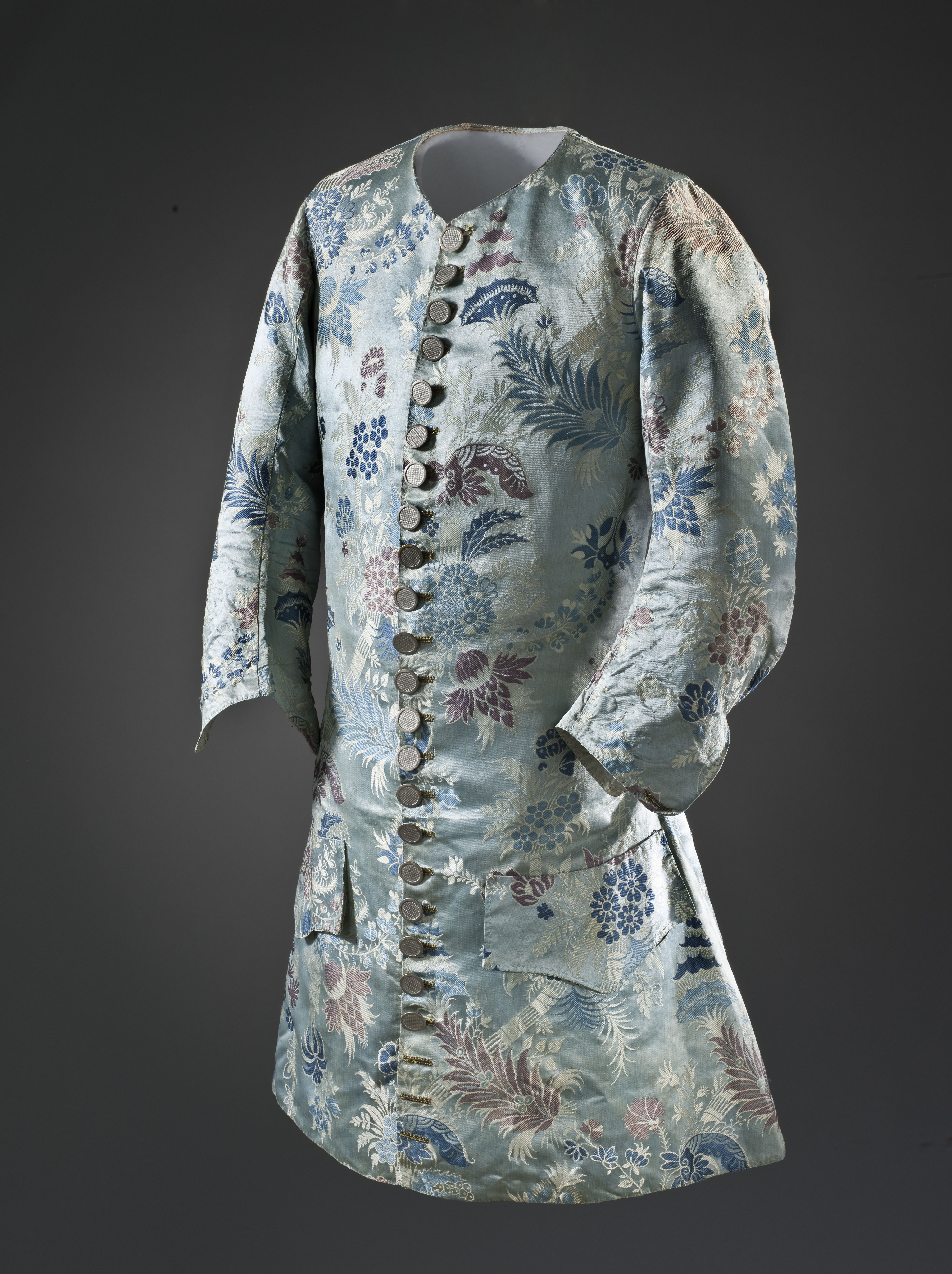
Камзол с рукавами, Франция, около 1715 г.

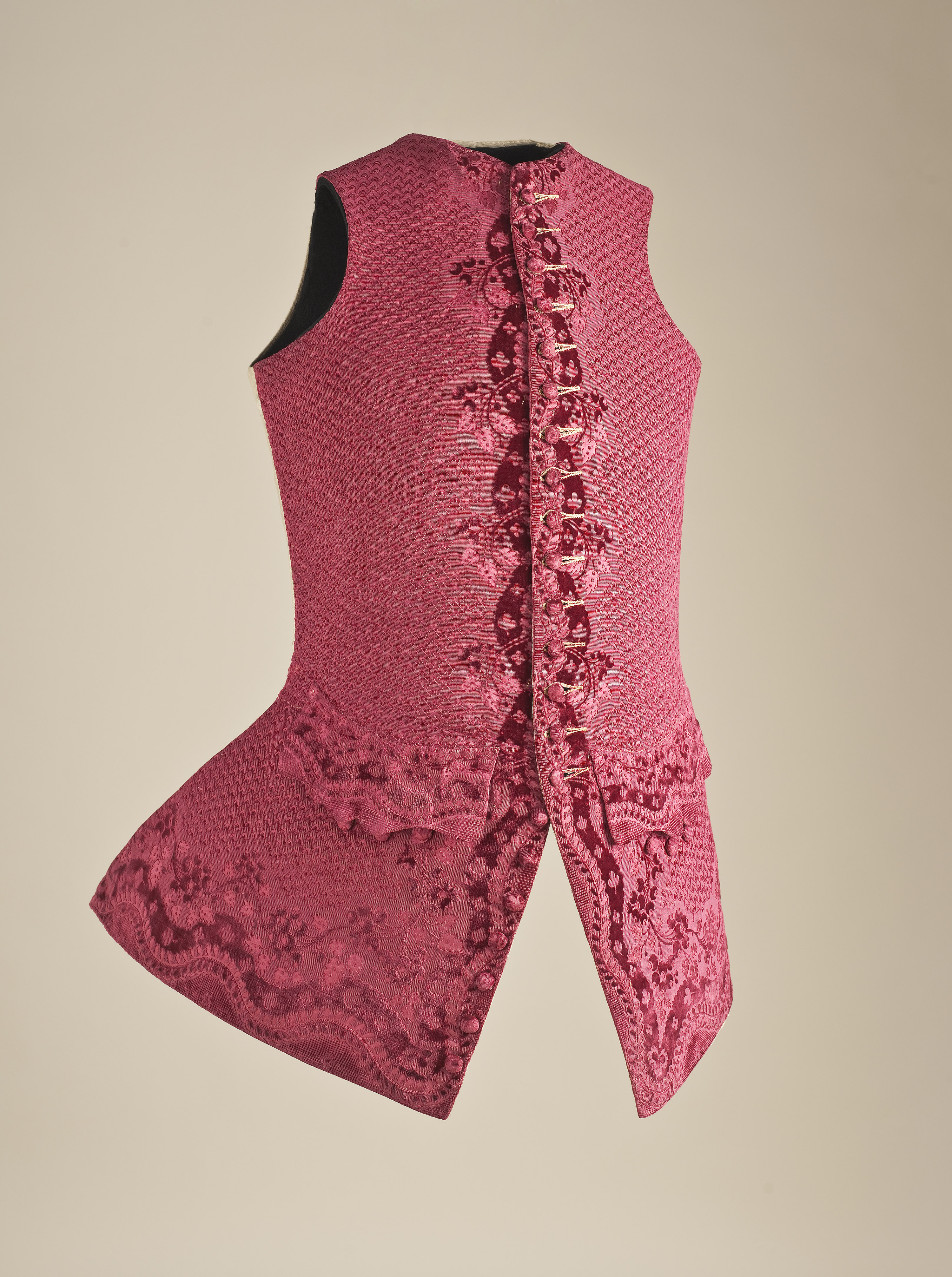
Камзол без рукавов, Франция, около 1750 г.

Камзо́л (фр. camisole — кофта) — мужская одежда (воинская или придворная), сшитая в талию, длиной до колен, иногда без рукавов, со стоячим или отложным воротником, надевавшаяся под жюстокор. Появился во Франции в 1-й половине XVII века в эпоху барокко; в XVIII веке получил распространение в других странах Западной Европы, а также в России (с введением западноевропейского костюма среди дворян). Камзол делался из сукна, шёлка, бархата, украшался вышивкой, галуном, пуговицами. В XVII веке камзол носили под доспехи, позже стали носить уже без них, оставив только железный воротник, переходивший в нагрудник.
Камзолом в национальном костюме башкир, татар (тат. камзул), казахов (каз. қамзол) называется женская одежда без рукавов, составная часть национального костюма. Камзол шьют из однотонной, иногда цветной плотной ткани (бархата, шёлка, атласа и т. д.), подол и боковины орнаментируют аппликацией, вышивкой. Застёгивается спереди на талии, иногда подпоясывается ремнём. Цвету и способу орнаментации придаётся определённое значение. Выделяют камзол незамужних девушек, невесток, многодетных матерей и т. д. У киргизов камзолом (кирг. кемсел) называлась мужская и женская безрукавная одежда, кроенная в талию.
Являлся также предметом военной формы, носившейся под жюстокором (в русском языке обычно именовавшемся кафтаном); в России введён при Петре I, использовался в этом качестве вплоть до конца XVIII века.